# Leszek Kuberski
Leszek Kuberski (ur. 13 lipca 1956 w Namysłowie, zm. 28 czerwca 2006 w Rzymie) – polski historyk, specjalizujący się w historii państw sąsiadujących z Polską, najnowszej historii powszechnej i Polski; nauczyciel akademicki związany z uczelniami w Opolu i Raciborzu.

## Życiorys
Urodził się w 1956 roku w Namysłowie jako najmłodszy syn Stefana Kuberskiego, kolejarza. Po ukończeniu szkoły podstawowej, kontynuował naukę w Liceum Ogólnokształcącym w Namysłowie. Po pomyślnie zdanym egzaminie maturalnym w 1975 roku rozpoczął studia historyczne na Wyższej Szkole Pedagogicznej w Opolu. W czasach studenckich aktywnie angażował się w prace Studenckiego Koła Naukowego Historyków, którego opiekunem był prof. Ignacy Pawłowski. Ponadto pracował w studiu radiowym Radio-Sygnały oraz piśmie akademickim Spójnik. Za osiągnięcia na rzecz środowiska studenckiego został laureatem nagrody Primus inter Pares i otrzymał medal im. Mikołaja Kopernika.
Po ukończeniu studiów w 1980 roku został zatrudniony jako asystent w Instytucie Historii opolskiej WSP. Następnie przeszedł na uczelni tej przez wszystkie stopnie kariery zawodowej aż do stanowiska profesora nadzwyczajnego Uniwersytetu Opolskiego, które otrzymał w 1999 roku. W 1988 roku uzyskał stopień naukowy doktora nauk humanistycznych w zakresie historii na podstawie pracy nt. Jan Skala 1889-1945. Zarys biografii polityczne. Habilitował się w 1997 roku na Wydziale Nauk Historycznych i Pedagogicznych Uniwersytetu Wrocławskiego w zakresie historii Polski i powszechnej XIX i XX wieku na podstawie rozprawy pt. Stanisław Szczepanowski 1846-1900. Przemysłowiec. Polityk. Publicysta.
Pełnił wiele funkcji administracyjnych na Uniwersytecie Opolskim, w tym wicedyrektora, a następnie dyrektora Instytutu Historii oraz prorektora ds. kształcenia w latach 1999–2005. Dał się w tym czasie poznać jako świetny organizator procesu dydaktycznego. W trudnych, napiętych sytuacjach, kiedy brakowało sal, laboratoriów, bibliotek instytutowych oraz pracowni komputerowych, radził sobie znakomicie, łagodząc konflikty. Tak samo dobrze układały się jego stosunki z samorządem studenckim i kierownikami akademików. Ponadto wykładał na Państwowej Wyższej Szkole Zawodowej w Raciborzu.
Zmarł nagle w 2006 roku podczas pielgrzymki akademickiej w Rzymie. Powodem śmierci był zawał serca. Został pochowany na cmentarzu komunalnym w Opolu-Półwsi. W rodzinnym mieście Leszka Kuberskiego – Namysłowie, znajduje się skwer jego imienia, na którym zobaczyć można tablicę upamiętniającą naukowca. Znajduje się on w nieprzypadkowym miejscu, w sąsiedztwie placu Jana Skali - bohatera pracy doktorskiej Kuberskiego.

## Dorobek naukowy
Jego zainteresowania naukowe koncentrowały się wokół trzech zagadnień:
- problematyki serbołużyckiej,
- stosunkach polsko-niemieckich,
- problemach gospodarczych, politycznych i kulturalnych Galicji w 2. poł. XIX w.

Do jego ważniejszych publikacji należą:
- Stanisław Szczepanowski 1846-1900 : przemysłowiec, polityk, publicysta, wyd. UO, Opole 1997.
- Ludzie i sprawy, wyd. Pro, Opole 1998.
- Stan i perspektywy rozwoju biografistyki polskiej: materiały z ogólnopolskiej konferencji naukowej, wyd. UO, Opole 1998.
- Serbołużyczanie – kultura i historia, wyd. BCK, Brzeg 2000.
- Rok 1918 w Polsce i w państwach sąsiednich: osiemdziesięciolecie zakończenia I wojny światowej z perspektywy Śląskiej, wyd. UO, Opole 2002.
- Od inkorporacji do autonomii kulturalnej: kontakty polsko-serbołużyckie w latach 1945–1950, wyd. UO, Opole 2005.